# Cuthona caerulea
Cuthona caerulea är en snäckart som först beskrevs av Montagu 1804.  Cuthona caerulea ingår i släktet Cuthona och familjen Tergipedidae. Arten är reproducerande i Sverige. Inga underarter finns listade i Catalogue of Life.